# Bahnstrecke Franklin–Bristol
| Gesellschaft: | zuletzt BM           |                                         |                                         |
| Streckenlänge: | 20,65 km             |                                         |                                         |
| Spurweite: | 1435 mm (Normalspur) |                                         |                                         |
| |                      |                                         |                                         |
| Gleise: | 1                    |                                         |                                         |
| \| \| \| \| \| \| \| \| von Concord \| \| \| \| 0,00 \| Franklin NH \| Franklin NH \| \| \| \| nach White River Junction \| \| \| \| 4,0 \| Franklin Falls Dam \| Franklin Falls Dam \| \| \| 7,69 \| Oakdale Park NH (früher Franklin Falls) \| Oakdale Park NH (früher Franklin Falls) \| \| \| 11,52 \| Hill NH \| Hill NH \| \| \| 17,27 \| Blakes NH \| Blakes NH \| \| \| \| Smiths River \| \| \| \| ca. 19 \| Profile Falls NH \| Profile Falls NH \| \| \| 20,65 \| Bristol NH \| Bristol NH \| |                      |                                         |                                         |
| |                      |                                         |                                         |
| Strecke (außer Betrieb) |                      | von Concord                             | von Concord                             |
| Bahnhof (Strecke außer Betrieb) | 0,00                 | Franklin NH                             | Franklin NH                             |
| Abzweig geradeaus und nach links (Strecke außer Betrieb) |                      | nach White River Junction               | nach White River Junction               |
| Dienststation / Betriebs- oder Güterbahnhof (Strecke außer Betrieb) | 4,0                  | Franklin Falls Dam                      | Franklin Falls Dam                      |
| Haltepunkt / Haltestelle (Strecke außer Betrieb) | 7,69                 | Oakdale Park NH (früher Franklin Falls) | Oakdale Park NH (früher Franklin Falls) |
| Bahnhof (Strecke außer Betrieb) | 11,52                | Hill NH                                 | Hill NH                                 |
| Haltepunkt / Haltestelle (Strecke außer Betrieb) | 17,27                | Blakes NH                               | Blakes NH                               |
| Brücke über Wasserlauf (Strecke außer Betrieb) |                      | Smiths River                            | Smiths River                            |
| Haltepunkt / Haltestelle (Strecke außer Betrieb) | ca. 19               | Profile Falls NH                        | Profile Falls NH                        |
| Kopfbahnhof Streckenende (Strecke außer Betrieb) | 20,65                | Bristol NH                              | Bristol NH                              |

Die Bahnstrecke Franklin–Bristol ist eine ehemalige Eisenbahnverbindung in New Hampshire (Vereinigte Staaten). Sie ist rund 21 Kilometer lang und verbindet die Orte Franklin und Bristol. Die Strecke ist vollständig stillgelegt und abgebaut.

## Geschichte
Die Franklin and Bristol Railroad baute die Zweigstrecke, als die in Franklin anschließende Hauptstrecke nach Concord ebenfalls in Bau war. Die normalspurige Strecke wurde Ende 1847 eröffnet. Bereits im April 1848 übernahm die Northern Railroad of New Hampshire, die auch die Hauptstrecke nach Concord besaß, die Betriebsführung auf der Strecke nach Bristol. 1884 ging diese auf die Boston and Lowell Railroad und 1887 auf die Boston and Maine Railroad über, die jeweils ihren Vorgänger aufgekauft hatten.
Die Boston&Maine stellte ab 27. September 1927 fast den gesamten Reiseverkehr auf Busse um, lediglich ein werktägliches Zugpaar, das als gemischter Zug verkehrte, verblieb auf der Strecke. Nachdem am 17. März 1936 ein Hochwasser Teile der Strecke weggespült hatte, wurde der Gesamtverkehr zunächst eingestellt. Einer Stilllegung stimmte die Interstate Commerce Commission vorerst nicht zu. Erst nachdem geplant wurde, einen Staudamm bei Franklin zu errichten, dessen Stausee die Strecke überfluten würde, wurde der Abschnitt von der Dammbaustelle bis Bristol am 24. September 1937 stillgelegt. Bis zur Fertigstellung des Damms 1940 wurde der übrige vier Kilometer lange Abschnitt reaktiviert und die Baumaterialien wurden über die Strecke transportiert. 1940 legte die Boston&Maine auch diesen Abschnitt still.

## Streckenbeschreibung
Die Strecke zweigt am nördlichen Ende des Bahnhofs Franklin aus der Trasse der Bahnstrecke Concord–White River Junction ab und führt nach Norden. Sie verlief auf ganzer Länge am Westufer des Pemigewasset River und hatte dementsprechend kaum größere Steigungen zu überwinden. Der einzige Zwischenbahnhof mit Kreuzungsmöglichkeit war in Hill. Der Endbahnhof in Bristol befand sich abseits des Zentrums an der Mündung des Newfound River in den Pemigewasset.